# منتخب الفلبين لكرة اليد للناشئين
منتخب الفلبين لكرة اليد للناشئين هو ممثل الفلبين الرسمي في المنافسات الدولية في كرة اليد للناشئين
.